# Sagaranella
Sagaranella — рід грибів родини Lyophyllaceae. Назва вперше опублікована 2015 року.

## Галерея

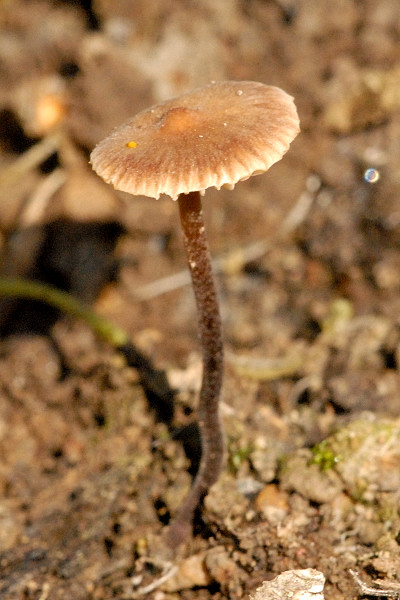
Sagaranella tylicolor
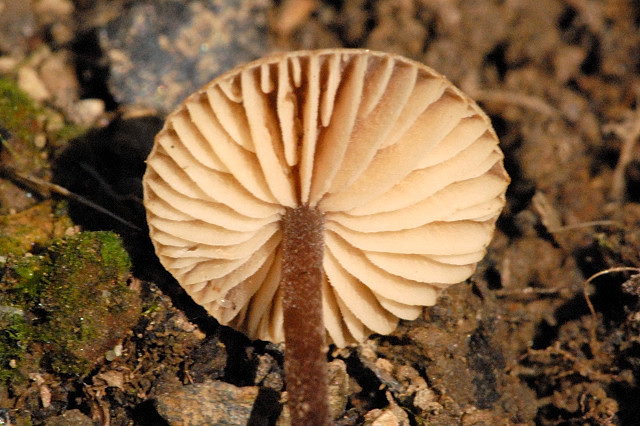
Sagaranella tylicolor